# 迈克·布鲁纳
迈克·布鲁纳（英語：Mike Bruner，1956年7月23日—），美国男子游泳运动员。他曾代表美国参加1976年夏季奥林匹克运动会游泳比赛，获得男子200米蝶泳和男子4×200米自由泳接力金牌。